# Tourette-du-Château
Tourette-du-Château (okzitanisch Torreta d'en Castèu, italienisch Torretta) ist eine französische Gemeinde im Département Alpes-Maritimes in der Region Provence-Alpes-Côte d’Azur. Sie gehört zum Arrondissement Nizza und zum Kanton Vence.

## Geographie
Die Gemeinde liegt in den französischen Seealpen, im Regionalen Naturpark Préalpes d’Azur. Sie grenzt im Norden an Malaussène, im Osten an Revest-les-Roches, im Südosten an Bonson, im Süden an Gilette und im Westen an Toudon.

## Bevölkerungsentwicklung
| Jahr      | 1962 | 1968 | 1975 | 1982 | 1990 | 1999 | 2008 | 2012 |
| --------- | ---- | ---- | ---- | ---- | ---- | ---- | ---- | ---- |
| Einwohner | 38   | 39   | 23   | 38   | 66   | 89   | 119  | 119  |